# Wladimir Dmitrijewitsch Solomirski
Wladimir Dmitrijewitsch Solomirski, geboren Koltowski, (russisch Владимир Дмитриевич Соломирский, Geburtsname Колтовский; * 1802; † 13. Maijul. / 25. Mai 1884greg.) war ein russischer Hofbeamter, Privatgelehrter und Dichter.

## Leben
Wladimir Koltowski und sein älterer Bruder Pawel waren die unehelichen Söhne des Diplomaten Dmitri Pawlowitsch Tatischtschew und der Frau Natalja Alexejewna Koltowska, älteste Tochter des Oligarchen Alexei Fjodorowitsch Turtschaninow. Nachdem Natalja Koltowskas enge Verbindung mit Paul I. bekannt geworden war, wurde Paul I. als Vater Pawel Koltowskis vermutet, zumal eine Ähnlichkeit gesehen wurde. Da damals uneheliche Kinder nicht den Familiennamen ihres Vaters tragen durften, erhielten die beiden Brüder den Namen Solomirski nach den vermuteten polnischen fürstlichen Vorfahren der Familie Tatischtschew.
1817 trat Wladimir Solomirski in St. Petersburg in das Adelsregiment ein (2. Kadettenkorps). 1820 wurde er Praporschtschik einer Artilleriekompanie zu Pferde. 1823 wurde er aus Gesundheitsgründen beurlaubt.
Als Erbe eines Teils des Turtschaninow-Familienkonzerns seines Großvaters Alexei Turtschaninow war er einer der reichsten Grundherrn im Gouvernement Wladimir. Im Frühjahr 1827 wurde er in Moskau im Haus Alexander Urussows mit Alexander Puschkin bekannt, der ihm einen Byron-Band mit freundlicher Widmung schenkte. Wegen eines Streits um die Zuneigung seiner schönen Cousine Sofja Urussowa forderte Solomirski im April 1827 Puschkin zum Duell. Der Streit wurde durch die Bemühungen der Freunde Pawel Muchanow, Sergei Sobolewski und Alexei Scheremetew beigelegt, so dass das Duell nicht stattfand.
Solomirski ließ sich nun im Ural nieder. 1830 wurde er Geschäftsführer der zweijährigen Expedition Paul Schillings nach Ostsibirien, die die Lage der Bevölkerung und des Handels an der russisch-chinesischen Grenze untersuchte.
1832 heiratete Solomirski Marija Petrowna Apraxina (1811–1859), Tochter des Grafen Pjotr Iwanowitsch Apraxin. Die Ehe blieb kinderlos. Als Bewunderin Lermontows schickte Marija Petrowna ihm, als er wegen eines Duells verhaftet war, einen Brief ohne Unterschrift. Lermontow erriet die Absenderin und widmete ihr eines seiner bekanntesten Gedichte.
1832 wurde Solomirski Kammerjunker (6. Rangklasse) und auf Antrag in das Apanage-Departement in St. Petersburg versetzt, in dem er bis 1846 diente. Während dieser Zeit lebte er in Tobolsk. Auf Puschkins Bitte schickte er ihm Informationen über Jermak Timofejewitsch. Solomirski verehrte Byron und dichtete nach seinem Vorbild. S. M. Delwig hielt ihn für einen der größten Dandys, aber mit Talent, und für einen ausgezeichneten Musiker. Unter dem Eindruck der Lehren Franz Joseph Galls begeisterte sich Solomirski für Physiognomik und verfasste eine Einführung in die Physiognomik des Menschen, die 1835 in St. Petersburg erschien.
1860 wurde Solomirski für drei Jahre zum Adelsführer der Ujesd Gorochowez im Gouvernement Wladimir gewählt.
1861 heiratete Solomirski in zweiter Ehe die Hofdame Marija Alexandrowna Kawelina (1826–1895), Tochter des Generals Alexander Alexandrowitsch Kawelin. Die Hochzeit fand in der Hofkirche des Winterpalasts in St. Petersburg statt. Er arbeitete nun im Ministerium für innere Angelegenheiten und lebte in St. Petersburg oder Zarskoje Selo, wo er drei Häuser besaß. 1862 wurde er mit seiner Frau in den St. Petersburger Adel aufgenommen. Er bekam zwei Kinder Emmanuil (* 1863) und Marija (* 1865). 1865 wurde er zum Kollegienassessor befördert. Wegen seiner angegriffenen Gesundheit ging er 1867, 1868 und 1872 für mehrere Monate ins Ausland zur Kur. Nach dem Tode seines älteren Bruders Pawel 1870 verklagte er vergeblich seinen Neffen Dmitri Solomirski wegen des Besitzes der Turtschaninow-Hüttenwerke. In seinen letzten Jahren lebte er in sehr beschränkten finanziellen Verhältnissen.